# Эливелтон (1992)
Эливелтон Рибейро Дантас (порт. Elivelton Ribeiro Dantas; 2 января 1992, Крузейру-ду-Уэсти, Парана, Бразилия) — бразильский футболист, нападающий.

## Карьера
Футбольную карьеру начал в 2012 году в составе клуба «Империал».
В 2014 году стал игроком литовского клуба «Экранас». В 2015—2017 годах выступал за «Жальгирис», двукратный чемпион (2015, 2016) и призёр чемпионата Литвы, обладатель Кубка Литвы.
В 2018 году подписал контракт с клубом «Маккаби» Петах-Тиква, за который провел 13 матча в чемпионате Израиля. Во второй половине 2018 года играл в Латвии за РФС. В начале 2019 года перешёл в казахстанский клуб «Тараз». С марта 2020 года — игрок клуба «Согдиана».
В августе 2020 года вернулся в Литву и стал игроком «Паневежиса».